# Мъриев ипнопс
Мъриевите ипнопси (Ipnops murrayi) са вид актиноптери от семейство Ипнопови (Ipnopidae).
Те са незастрашен вид.